# 窦大夫祠
38°00′37″N 112°25′59″E / 38.01026°N 112.43299°E
窦大夫祠是为春秋时晋国大夫窦犨（音：抽）而修的祠庙，位于山西省太原市尖草坪区的上兰村，汾河东岸，二龙山脚，紧临中北大学。有铁路上兰村线横穿中北大学，有上兰村站，与景点冽石寒泉相邻，为全国重点文物保护单位，祠旁是曾任山西省政府主席的赵戴文之墓。
窦大夫祠创建年代不详，但唐代李频《游烈石》词中“驻马看窦犨像”之句，证明唐代此祠已存。宋元丰八年（1085年）六月，祠为汾水所淹，遂北移重建，历代多有碑记。现存建筑中，山门、献殿、大殿等是元至正三年（1343年）重建，局部还有着宋、金时代的建筑风格；其献亭较大，后檐柱用大殿明间廊柱代替，四根角柱直径达0.8米，斗拱五铺作双下昂，用补间三朵。而亭内的藻井却是精致的小木作天宫楼阁，可谓集大巧大拙于一身，结构严谨而独特。祠庙建筑巍峨壮观，古朴幽深；大殿中塑有窦犨坐像，神态自若。
祠周围环境更是十分优美：清泉自烈石山苍崖下汩汩而出，清澈见底，游鱼可数；泉水温度较低，人称“寒泉”，与翠柏古祠交相辉映，古雅有趣，“烈石寒泉”成为太原名胜之一。寒泉上方小庙前有“灵泉”二字碑刻，北宋崇宁元年（1102年），宋徽宗赵佶曾为此泉而题。清道光年间镌“灵泉”刻石。寒泉西北角有一神庙，古人刻联于其上：“山光悦鸟性，潭影空人心。”。祠内有许多侧柏，枝干粗壮。只可惜今天烈石依旧，寒泉已涸。

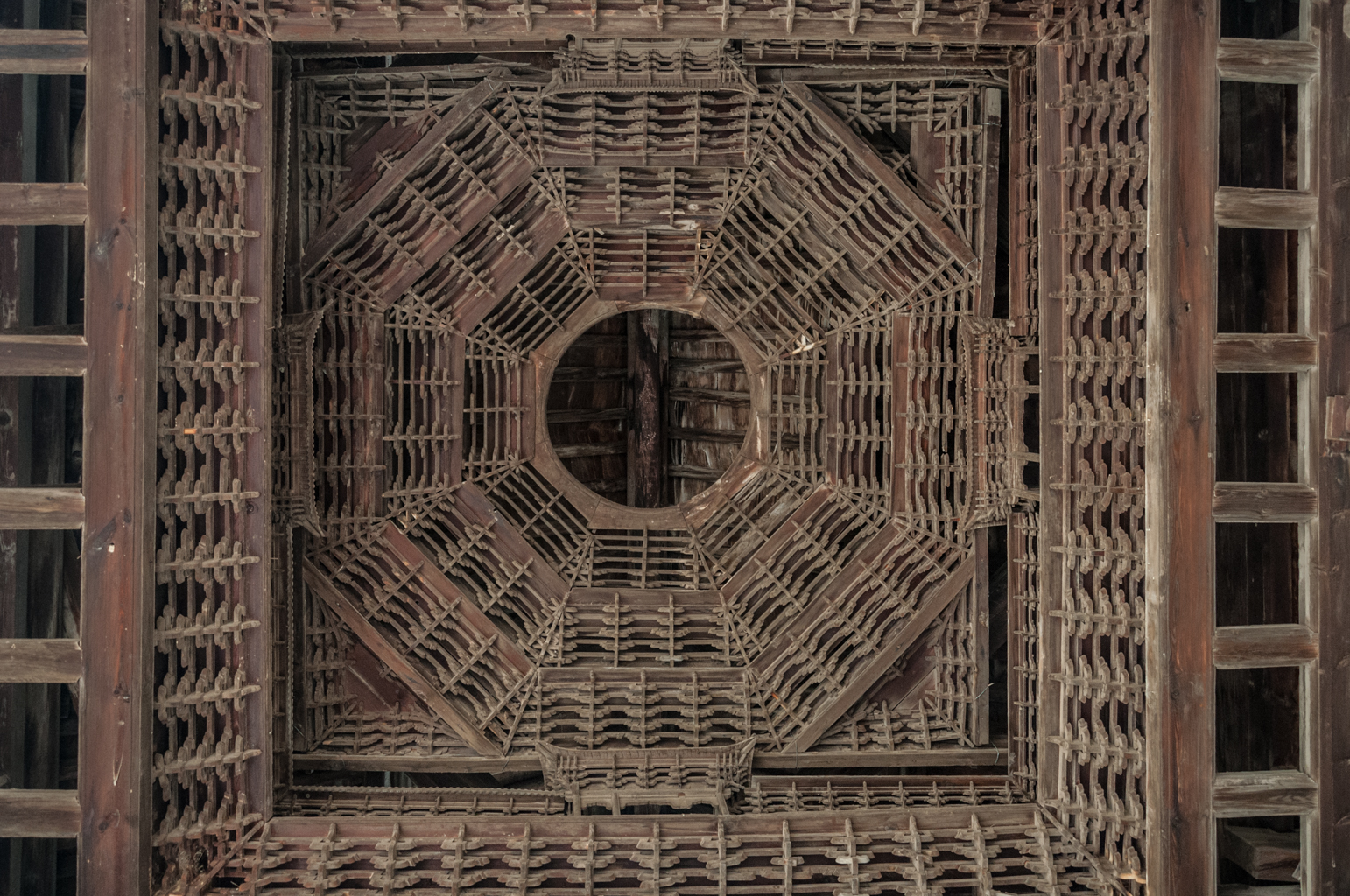
献殿藻井
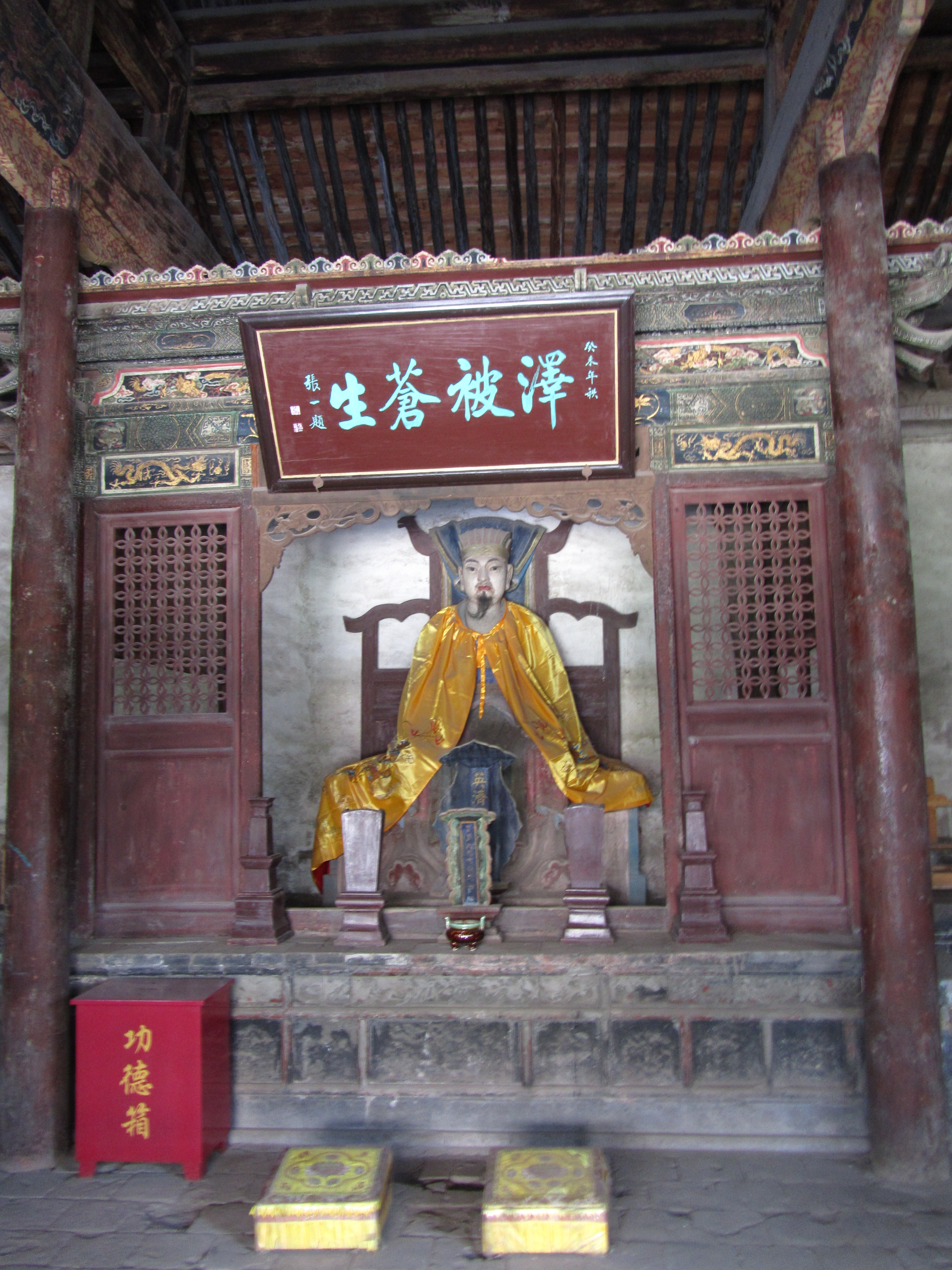
窦大夫祠大殿内窦犨像